# Hound Bay
Die Hound Bay ist eine 4 km breite und 5 km tiefe Bucht an der Nordküste Südgeorgiens. Sie liegt zwischen dem Tijuca Point und Kap Vakop.
Die Bucht war vormals unter den Namen George Bay und Hundebugten auf Karten verzeichnet. Nach Darstellung des South Georgia Survey zwischen 1951 und 1952 war die Bucht dagegen bei Walfängern unter dem Namen Bikjebugten (norwegisch für Hundebucht) bekannt, den das UK Antarctic Place-Names Committee 1955 ins Englische übertrug.